# Yeh Jawaani Hai Deewani
Yeh Jawaani Hai Deewani è un film del 2013 diretto da Ayan Mukerji
Il titolo della pellicola, prodotta da Karan Johar, tradotto dall'hindi significa "Questa gioventù è pazza".

## Trama
Naina è una timida studente di medicina. Studia costantemente e prende sempre voti alti, ma si sente emarginata a causa della sua natura introversa. Un incontro con una sua vecchia compagna, Aditi Mehra, le fa capire che oltre ai voti alti vuole ben altro dalla vita. Perciò decide di seguire Aditi in un'escursione nelle catene montuose del Himalaya, senza informare nessuno. Durante l'escursione rinnova la sua amicizia con i suoi vecchi compagni di classe, Kabir "Bunny" Thapar and Avinash "Avi" Arora.